# Alyssum stribryni
Alyssum stribryni är en korsblommig växtart som beskrevs av Josef Velenovský. Alyssum stribryni ingår i släktet stenörter, och familjen korsblommiga växter. Inga underarter finns listade i Catalogue of Life.